# TVR 2
TVR 2 ist das zweite öffentlich-rechtliche Fernsehprogramm Rumäniens. Der Sender nahm 1968 seinen Betrieb auf, war jedoch von 1985 bis 1990 aufgrund Energiemangels abgeschaltet. Selbst TVR 1 sendete in dieser Zeit nur zwei Stunden täglich. Im Februar 1990, ein halbes Jahr nach der Rumänischen Revolution zu Weihnachten 1989 konnte das Programm wieder gesendet werden, das Verbreitungsgebiet war aber noch immer auf wenige Städte beschränkt. Seit 2003 ist der Sender Marktführer in Rumänien durch einige beliebte Sendungen wie Tonomatul DP2, die während des Callatis Festivals, welches es für eine Woche übertrug, besonders gute Quoten hatte.
Die wichtigste Nachrichtensendung, Ora de știri (Nachrichtenstunde), wird täglich um 21 Uhr gesendet. Außerdem gibt es um 16 Uhr eine Wiederholung der um 14 Uhr auf TVR 1 gelaufenen Nachrichtensendung Jurnalul TVR. Darüber hinaus werden zu gewissen Zeiten regionale Sendungen ausgestrahlt.
2001 begann die Satellitenverbreitung. Erst 2004 war das Programm auch terrestrisch nahezu flächendeckend verfügbar, nachdem der Ausbau des Sendernetzes in der Fläche erst 1992 begann. 2017 war TVR 2 mit im Schnitt 57.000 Zuschauern täglich auf Platz 15 der Zuschauergunst in Rumänien.
Das Programm kann europaweit über den Satelliten Eutelsat 16A auf 16,0° Ost empfangen werden. Es ist wie TVR 1 und TVR HD über Satellit verschlüsselt und man benötigt Receiver mit freigeschalteter Karte zum Empfang.